# Andre Wisdom
Andre Wisdom (Leeds, 9 maggio 1993) è un calciatore inglese, difensore del Derry City.

## Caratteristiche tecniche
Wisdom fa della sua statura fisica un punto di forza che lo rende determinante nelle chiusure difensive come, all'occorrenza, in fase offensiva con forza e determinazione essendo molto utile nel gioco aereo sui calci piazzati. Può ricoprire sia il ruolo di terzino destro di una difesa a quattro, o centrale difensivo di una difesa a tre.

## Carriera

### Club
Cresciuto calcisticamente nel Liverpool, dopo diversi anni nelle giovanili ha esordito in prima squadra il 29 settembre 2012, nella gara contro il Norwich, trovando da quel momento spazio come titolare. Durante la stagione ha giocato anche quattro partite di Europa League.

### Nazionale
Ha dieci presenze con la nazionale Under-21, mentre in precedenza aveva militato anche nell'Under-19 (10 presenze) e nell'Under-17 (15 presenze e 3 gol).

## Statistiche

### Presenze e reti nei club
| Stagione            | Squadra             | Campionato          | Campionato | Campionato | Coppe nazionali | Coppe nazionali | Coppe nazionali | Coppe continentali | Coppe continentali | Coppe continentali | Altre coppe | Altre coppe | Altre coppe | Totale | Totale | Totale |
| Stagione            | Squadra             | Comp                | Pres       | Reti       | Comp            | Pres            | Reti            | Comp               | Pres               | Reti               | Comp        | Pres        | Reti        | Pres   | Reti   |        |
| ------------------- | ------------------- | ------------------- | ---------- | ---------- | --------------- | --------------- | --------------- | ------------------ | ------------------ | ------------------ | ----------- | ----------- | ----------- | ------ | ------ | ------ |
| 2012-2013           | Liverpool           | PL                  | 12         | 0          | FACup+CdL       | 2+1             | 0               | UEL                | 4                  | 1                  |             | -           | -           | 19     | 1      |        |
| ago.-ott. 2013      | Liverpool           | PL                  | 2          | 0          | FACup+CdL       | 0+1             | 0               |                    | -                  | -                  |             | -           | -           | 3      | 0      |        |
| Totale Liverpool    | Totale Liverpool    | Totale Liverpool    | 14         | 0          |                 | 4               | 0               |                    | 4                  | 1                  |             | -           | -           | 22     | 1      |        |
| ott. 2013-2014      | Derby County        | FLC                 | 34+3       | 0          | FACup+CdL       | 1+0             | 0               |                    | -                  | -                  |             | -           | -           | 38     | 0      |        |
| 2014-2015           | West Bromwich       | PL                  | 24         | 0          | FACup+CdL       | 1+1             | 0               |                    | -                  | -                  |             | -           | -           | 26     | 0      |        |
| 2015-2016           | Norwich City        | PL                  | 10         | 0          | FACup+CdL       | 1+3             | 0               |                    | -                  | -                  |             | -           | -           | 14     | 0      |        |
| 2016-2017           | Salisburgo          | BL                  | 16         | 0          | CA              | 3               | 0               | UEL                | 5                  | 0                  |             | -           | -           | 24     | 0      |        |
| 2017-2018           | Derby County        | FLC                 | 30+2       | 0          | FACup+CdL       | 1+1             | 0               |                    | -                  | -                  |             | -           | -           | 34     | 0      |        |
| 2018-2019           | Derby County        | FLC                 | 11         | 0          | FACup+CdL       | 0+2             | 0               |                    | -                  | -                  |             | -           | -           | 13     | 0      |        |
| 2019-2020           | Derby County        | FLC                 | 18         | 0          | FACup+CdL       | 2+0             | 1+0             |                    | -                  | -                  |             | -           | -           | 20     | 1      |        |
| 2020-2021           | Derby County        | FLC                 | 38         | 1          | FACup+CdL       | 0+2             | 0               |                    | -                  | -                  |             | -           | -           | 40     | 1      |        |
| Totale Derby County | Totale Derby County | Totale Derby County | 131+5      | 1+0        |                 | 9               | 1               |                    | -                  | -                  |             | -           | -           | 145    | 2      |        |
| Totale carriera     | Totale carriera     | Totale carriera     | 200        | 1          |                 | 22              | 1               |                    | 9                  | 1                  |             | -           | -           | 231    | 2      |        |

## Palmarès

### Club
- Campionato austriaco: 1

Salisburgo: 2016-2017
- Coppa d'Austria: 1

Salisburgo: 2016-2017

### Nazionale
- Campionato d'Europa Under-17: 1

Liechtenstein 2010